# كريس بانكس
كريس بانكس (بالإنجليزية: Chris Banks)‏ (12 نوفمبر 1965 في المملكة المتحدة - ) هو مدرب كرة قدم ولاعب كرة قدم بريطاني في مركز الدفاع. لعب مع بورت فايل ونادي إكزتر سيتي ونادي باث سيتي ونادي تشيلتنهام تاون لكرة القدم.

## وصلات خارجية
- كريس بانكس على موقع قاعدة بيانات كرة القدم.إي يو (الإنجليزية)
- كريس بانكس على موقع Soccerbase.com (لاعب) (الإنجليزية)